# Recife de Glover

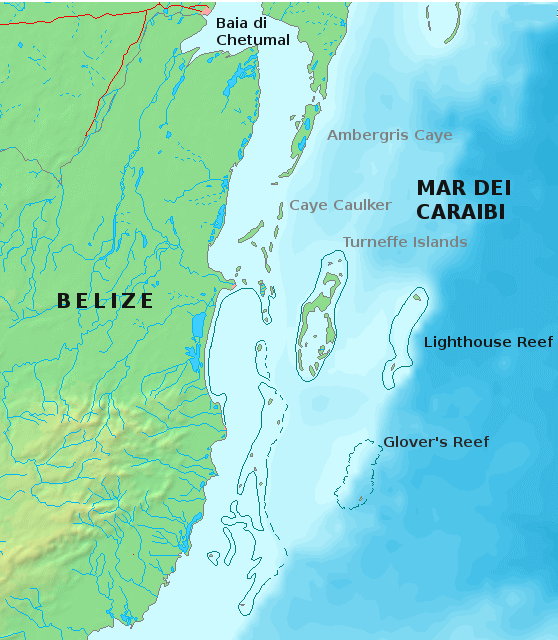
Mapa das ilhas do sul do Belize, com Glover no canto inferior direito.

O Recife de Glover é um atol parcialmente submerso localizado na costa sul do Belize, aproximadamente a 45 quilómetros do continente. Faz parte dos limites externos da Barreira de Corais do Belize e é um dos seus três atóis (para além do Atol Turneffe e do Recife Lighthouse).

## Topografia
Este atol, de formato oval, tem 32 quilómetros de comprimento e 12 quilómetros de largura. A lagoa interior é pontilhada por cerca de 850 recifes e pináculos que sobem à superfície.

## Ecologia
O Recife de Glover abriga diversos tipos de recifes das Caraíbas.
Um grande local de desova da garoupa-de-Nassau, espécie ameaçada de extinção, fica no extremo nordeste do atol. Foi identificado como um de apenas dois locais viáveis para a sobrevivência da espécie, de nove locais originalmente conhecidos. Em 2002, foi declarada a Reserva Marinha Especial, permanentemente fechada à pesca.

## Conservação
A Reserva Marinha do Recife de Glover foi estabelecida como  área protegida em 1993, ao abrigo da Lei das Pescas, sendo gerida pelo Departamento das Pescas do Ministério da Agricultura e Pescas do Belize. A reserva abrange a área marinha do atol, totalizando uma área de aproximadamente 35 mil hectares. De acordo com o Fundo Mundial para a Natureza (WWF), a reserva é considerada de elevada prioridade no sistema de recifes meso-americanos, fornecendo áreas de alimentação e um habitat único para lagostas, conchas e peixes ósseos.
Em 1996, foi designada pela UNESCO como uma das sete áreas protegidas que, juntas, formam o Sistema de Reserva da Barreira de Corais de Belize (listado como Património Mundial).
A reserva está atualmente dividida em quatro diferentes zonas de gestão. Cada zona tem determinados regulamentos que definem as atividades permitidas e proibidas.
- Zona de uso geral - 26,170 hectares, 74,6%;[5]
- Zona de Conservação - 7,077 hectares, 20,2%;[6]
- Zona Selvagem (interdita a visitantes) - 270 hectares 0,8%;[7]
- Zona de Fechamento Sazonal (interdito a pesca do início de dezembro ao final de fevereiro) - 1,550 hectares, 4,4%, fechado para toda a pesca do início de dezembro ao final de fevereiro.[8]

Uma quinta zona foi recentemente criada para oferecer uma maior proteção ao local. A zona sobrepõe-se à Zona de Fechamento Sazonal, estando permanentemente interdita a pesca.
A área protegida pertence à categoria IV da União Internacional para a Conservação da Natureza (UICN): uma Área de Gestão de Habitats/Espécies, com uma gestão ativa e direcionada para a conservação.
A Wildlife Conservation Society opera a Estação de Pesquisa do Recife de Glover em Middle Cay. A Estação foi inaugurada em 1997, visando a promoção da conservação e gestão da Barreira de Corais do Belize. Desde a sua inauguração, a estação acolheu mais de 200 expedições científicas e de investigação.

## Área importante para pássaros
Uma área da costa do Belize, que compreende ilhas costeiras e outras ilhas do país, foi designado como Área Importante para a Preservação de Aves pela Organização BirdLife International, dado que abriga populações significativas de diversas espécies de aves residentes, de passagem ou reprodutoras, incluindo pombos-de-coroa-branca, atobás-de-patas-vermelhas, andorinhas-do-mar-rosadas e pássaros-gatos-pretos.